# Frevo
Il frevo è un genere musicale di danza originario dello Stato del Pernambuco (nel nordest del Brasile), derivato dalla marcia e dal maxixe. Nato nella città di Recife alla fine del XIX secolo, è caratterizzato da un ritmo accelerato e si esegue soprattutto durante il carnevale pernambucano.
Le sue origini sono dovute alle risse ed ai tafferugli che avvenivano durante le parate del carnevale. Per garantire il passaggio ai carri venivano assoldati gruppi di capoeristi che si disponevano in testa alla sfilata aprendo così la strada con calci a ritmo di musica.
Nel 2012, il frevo è stato inscritto sulla lista del Patrimoni orali e immateriali dell'umanità dell'UNESCO.

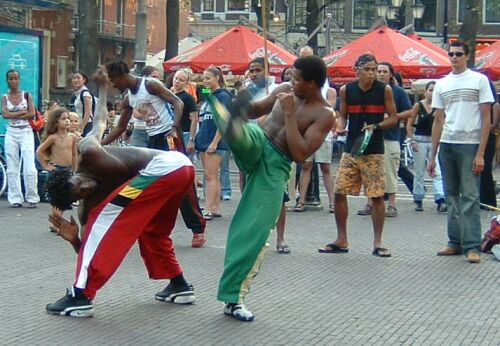
La Capoeira è una lotta che ha influenzato le origini del Frevo.

## Origine della parola
Frevo viene dal portoghese ferver (bollire). Indica l'agitazione, l'effervescenza e l'euforia associata tanto alla pratica del ballo come al carnevale (secondo il vocabolario portoghese di Pereira Da Costa).
Il 12 febbraio del 1907, il piccolo giornale di Recife Jornal Pequeno, che dedicava pagine al carnevale locale, fece la prima allusione scritta conosciuta al Frevo, così che si assume questa data come giorno della sua nascita ufficiale. (Secondo l'"Almanaque de Cultura Popular de Brasil" del febbraio 2007, che dedica le sue pagine centrali al Frevo, questo accadde il 9 febbraio 1907, affermazione che sembra corroborata dal fatto che le autorità pernambucane abbiano celebrato il centenario del Frevo il 9 febbraio 2007.

## Frevo nel Carnevale
Fin dagli inizi il frevo è parte importante del Carnevale Pernambucano. Tuttavia, lungi dal convertirsi in un ritmo popolare include testi oltre che orchestre, è passato a formar parte del repertorio di ritmi caratteristici di tutto il Brasile.
Nel 1957, il frevo invade il carnevale carioca per mano del blocco Batutas de São José, prendendo con prepotenza il posto delle marchinhas e sambas tradizionali. Da allora si è consolidato come ritmo tradizionale del Brasile. Da questo momento in poi, il Frevo è stato riconosciuto ed adottato da molti musici e cantati popolari che lo hanno aggiunto al loro repertorio. Tra di loro gli illustri Gilberto Gil e Chico Buarque.
Il Frevo Vassourinhas ha un impatto speciale sulla massa. Quando suonano le prime note di questo famoso brano di Matias da Rocha e Joana Batista Ramos la folla si esalta e comincia a ballare in maniera frenetica.
La sua coreografia sembrava avesse il nome generico di passo, ma in essa i ballerini stupivano per lo slancio e l’elasticità dei movimenti. Nonostante avesse una cadenza ben definita e classificata da una terminologia pittoresca che indicava le figure fondamentali (vite, forbice, cerniera, cavatappi, pancetta piatta), la coreografia frenetica e per niente sensuale – come ebbe occasione di notare il poeta Manuel Bandeira – dipendeva essenzialmente dall’improvvisazione.
La gente lasciava libero sfogo alle proprie attitudini coreografiche a seconda di quello che ispirava il furore del movimento indemoniato

## Tipi di Frevo
Fin dagli anni '30 si accetta una divisione che comprende tre tipi di frevo:
- Frevo de bloco: è quello che interpretano le orchestre con i propri ballerini e il coro.
- Frevo canção (frevo canzone): è il Frevo che mira ad esser cantato, assume intonazioni e lettere speciali. È simile alla marchinha carioca.
- Frevo de rua (frevo di strada): è il frevo proprio del carnevale, mira a mobilizzare la folla. Si divide in [frevo-coqueiro, frevo-ventania e frevo-abafo. Quest'ultimo viene eseguito quando un'orchestra ne incontra un'altra. Si caratterizza per una facile esecuzione in favore del volume acustico vero e proprio, aumentato al massimo per gareggiare e possibilmente coprire l'altra orchestra.

Recentemente è stato possibile riscontrare altri tipi di frevo, como il frevo fusión, che mescola il frevo con il jazz contemporaneo, con la musica dotta contemporanea o con altre forme di musica latinoamericana come la andina, la centroamericana e la rioplatense. Dall'altra parte si è arrivati a mescolare il frevo con il rock o con hip hop. Alla fine, esiste una nuova tendenza chiamata frevo Opus Dei, caratterizzata da un maggior conservatorismo nelle parole, nell'intonazione e nella melodia, tutto caratterizzato da un linguaggio neo cattolico.